# Automerina pericinctus
Automerina pericinctus är en fjärilsart som beskrevs av Conte 1906. Automerina pericinctus ingår i släktet Automerina och familjen påfågelsspinnare. Inga underarter finns listade i Catalogue of Life.